# 冒険家族クイズ2001
冒険家族クイズ2001（ぼうけんかぞくくいずにせんいち）とは、2001年9月19日に日本テレビ系で放映された特別番組。正式名称は「家族の愛よ!甦れスペシャル オーストラリア大陸縦断5000キロ! 冒険家族クイズ2001 」。

## 放送日時
- 今夜９時スタート編 2001年9月19日(16:00～16:54)
- 本編 2001年9月19日(21:10～23:04) [1]

## 概要
- ウルトラクイズスタッフが新たなるタイプのクイズ番組を考案している中、思い当たったのが「家族の絆」であった。
- かつて『アメリカ横断ウルトラクイズ』（1977年 - 1992年、1998年）は1人参加型の孤独との戦いであったが、本番組では家族4人で出場。知力を競い合うクイズは一切なく、家族の団結力や知恵を競い合う新形式クイズであった。
- この番組に約400組の家族が応募し、スタッフによる事前オーディションで面接を受け本戦に参加する20組が決められた。
- 日本国内だけでなく、オーストラリア大陸ノーザンテリトリーをおもにミッション・ポイントで、冒険隊長である松永二三男（日本テレビ）が、ミッション開始を告げる「ナウ ミッション!」(Now Mission!)の合図とともにミッションスタートとなる。

## 出演者

### 総合司会
- 松永二三男（日本テレビ / 冒険隊長）

### サポーター
- 田辺研一郎（日本テレビ / 冒険家族サポーター）
- 斉藤まりあ（日本テレビ / 冒険家族サポーター）
- 山下美穂子（日本テレビ / 冒険家族サポーター）
- 小野寺麻衣（日本テレビ / 冒険家族サポーター）

### スタジオ出演
- 泉谷しげる（グッチ家、祖父）
- グッチ裕三（グッチ家、父）
- 小川菜摘（グッチ家、母）
- 生田斗真（グッチ家、兄）
- 柊瑠美（グッチ家、妹）

### ナレーター
- 羽佐間道夫

## スタッフ
- 企画・総合演出：加藤就一
- 構成：松井尚、西本満博
- 撮影：金子二三夫、角田洋子、保刈寛之
- VE：久米田俊裕
- 音声：山口裕司
- 撮影助手：星竜太、松下宗生
- 編集：山内洋子、青木美保
- EED：行木忍
- MA：和田龍彦
- 音効：塚田益章、渡辺直子
- TM：原泰造
- SW：小林宏義
- 美術プロデューサー：山浦俊夫
- デザイン：道勧英樹
- TK：居波初子
- デスク：森千花子
- 広報：小串理江
- スチール：小関敬三
- コーディネーター：近藤雅彦、黒坂弘美、榎本英輔、JA LINKS
- 同行医師：阿部聡
- 協力：オーストラリア政府観光局、カンタス航空、ノーザンテリトリー政府観光局ほか
- 映像協力：NHK
- AD：香川今生、由淵晴敏
- ディレクター：倉岡恭一、小田大河、箕野ちえみ、上野関一郎、植田裕久、西徹
- AP：田代佳弘
- プロデューサー：青海鉄山、加藤義人
- 制作協力：ワイズメンコミュニケーションズ、テレビマンユニオン
- チーフプロデューサー：柏木登
- プロデューサー：今村司
- 製作著作：日本テレビ

## トライアル

### 日本国内脱出ミッション
「家族全員壁越え」
本戦参加の20組の家族が、開催場所である千葉県成田市成田アスレチックに集められ、そこで5家族ずつ4グループに分けられる。グループ別に挑戦し、3メートルの壁を身に着けているものだけを用いて、家族全員で超える。
上位4組が勝ち抜け。
敗者復活「1分間スピーチ」
テーマは「3メートル壁越えに挑戦して学んだこと」
オーストラリア大使館ホール・モロイ氏の選択で1組が敗者復活。
- 日本国内脱出ミッションで勝ち上がった5組の家族が、与えられた装備のキャンピングカーのみで、オーストラリア北端の世界遺産カカドゥーからスタートし、そこからエアーズロックを目指しながら南下。さらに、謎の決勝地へとヒートアップする大陸横断5000キロの家族大冒険が繰り広げられた。

### 第1ミッション 「名も無き奥地」
カカドゥー
身の回りにある物を駆使してイカダを作り上げ、川を渡りきる。
タイムレースで上位4組が勝ち抜け。

### 第2ミッション 「アボリジニの秘境」
マタランカ
コンパス以外の物 で方角を割り出し、スタート地点から南西方向にあるアボリジニの秘境で温泉を探す。
タイムレースで上位3組が勝ち抜け。

### 第3ミッション 「悪魔の奇岩」
アリススプリングス
直径3メートルの奇跡の真ん丸岩デビルスマーブルをロープ一本だけで登り切る。
タイムレースで上位2組が勝ち抜け。

### 決勝 「バラバラ家族よ 集合せよ」
シドニー
挑戦家族3名がシドニー市街へバラバラにされ、残された1名は集合場所に待機。
集合場所は、シドニー五輪女子マラソンで高橋尚子選手が、スポーツグラスを投げ捨てた地点。代表の1名が、地図と携帯電話で、バラバラにされた3名を集合場所へ誘導させる。
タイムレースで、最も早く集合できた家族が優勝。
決勝進出家族
- 優勝 ：永井家
- 準優勝 ： 中群家

優勝賞品
- 家族で行く南極旅行

## エピソード
- 本番組に参加した家族の組み合わせは、各家族によって様々であり、新婚と熟年夫婦の組み合わせもあれば、夫婦と兄弟または姉妹という組み合わせもあった。中には未就学児2人を連れてオーストラリア大陸に上陸した家族もいた[4] 。
- 『史上最大!第16回アメリカ横断ウルトラクイズ』（1992年）で準優勝した呉服店店主の大西肇の家族も本戦に参加していたが、オーストラリアに行くことは出来なかった。
- 『ウルトラクイズ』は敗者が決定した時点で終了となるが、冒険家族クイズは敗者決定となった家族が無事にミッション達成するまで、勝利家族はそれを見届けたり[5] 、待機しなければならなかった[6] 。